# Milan Damjanović
Milan Damjanović (ser. Милан Дамјановић; ur. 15 października 1943 w Kninie, zm. 23 maja 2006 w Belgradzie) – piłkarz serbski grający na pozycji obrońcy. W swojej karierze rozegrał 7 meczów w reprezentacji Jugosławii.

## Kariera klubowa
Karierę piłkarską Damjanović rozpoczął w klubie FK Partizan. W sezonie 1962/1963 zadebiutował w nim w pierwszej lidze jugosłowiańskiej. W Partizanie grał do końca sezonu 1970/1971. W sezonach 1962/1963 i 1964/1965 wywalczył z Partizanem dwa tytuły mistrza Jugosławii. Z kolei w 1966 roku dotarł z nim do finału Pucharu Mistrzów, jednak w przegranym 1:2 finałowym meczu z Realem Madryt nie zagrał.
W 1971 roku Damjanović wyjechał z Jugosławii do Francji i został zawodnikiem pierwszoligowego Angers SCO. W 1975 roku spadł z nim do drugiej ligi, ale w sezonie 1976/1977 ponownie grał w nim w pierwszej lidze. Wiosną 1977 występował w US Le Mans, w którym zakończył swoją karierę.
| Sezon   | Klub        | Kraj       | Rozgrywki  | Mecze | Bramki |
| ------- | ----------- | ---------- | ---------- | ----- | ------ |
| 1962/63 | FK Partizan | Jugosławia | Prva liga  | 1     | 0      |
| 1963/64 | FK Partizan | Jugosławia | Prva liga  | 12    | 0      |
| 1964/65 | FK Partizan | Jugosławia | Prva liga  | 11    | 0      |
| 1965/66 | FK Partizan | Jugosławia | Prva liga  | 0     | 0      |
| 1966/67 | FK Partizan | Jugosławia | Prva liga  | 28    | 0      |
| 1967/68 | FK Partizan | Jugosławia | Prva liga  | 28    | 1      |
| 1968/69 | FK Partizan | Jugosławia | Prva liga  | 6     | 0      |
| 1969/70 | FK Partizan | Jugosławia | Prva liga  | 24    | 0      |
| 1970/71 | FK Partizan | Jugosławia | Prva liga  | 28    | 0      |
| 1971/72 | Angers SCO  | Francja    | Division 1 | 22    | 0      |
| 1972/73 | Angers SCO  | Francja    | Division 1 | 34    | 2      |
| 1973/74 | Angers SCO  | Francja    | Division 1 | 36    | 0      |
| 1974/75 | Angers SCO  | Francja    | Division 1 | 32    | 0      |
| 1975/76 | Angers SCO  | Francja    | Division 2 | 30    | 0      |
| 1976/77 | Angers SCO  | Francja    | Division 1 | 2     | 0      |
| 1976/77 | US Le Mans  | Francja    | Division 3 | 15    | 0      |

## Kariera reprezentacyjna
W reprezentacji Jugosławii Damjanović zadebiutował 23 kwietnia 1967 roku w przegranym 0:1 towarzyskim spotkaniu z Węgrami. W 1968 roku był podstawowym bramkarzem Jugosławii podczas Mistrzostw Europy 1968. Zagrał na nich w 3 meczach: półfinale z Anglią (1:0) i finałach z Włochami (1:1, 0:2). Z Jugosławią wywalczył wicemistrzostwo Europy. W reprezentacji Jugosławii od 1967 do 1968 roku rozegrał 7 spotkań.
| Mecze i gole w reprezentacji | Mecze i gole w reprezentacji | Mecze i gole w reprezentacji | Mecze i gole w reprezentacji | Mecze i gole w reprezentacji | Mecze i gole w reprezentacji | Mecze i gole w reprezentacji |
| #                            | Data                         | Stadion                      | Rywal                        | Wynik                        | Gol                          | Rozgrywki                    |
| 1967                         | 1967                         | 1967                         | 1967                         | 1967                         | 1967                         | 1967                         |
| ---------------------------- | ---------------------------- | ---------------------------- | ---------------------------- | ---------------------------- | ---------------------------- | ---------------------------- |
| 1.                           | 23.04.1967                   | Budapeszt, Węgry             | Węgry                        | 0:1                          | 0                            | towarzyski                   |
| 2.                           | 01.11.1967                   | Rotterdam, Holandia          | Holandia                     | 1:2                          | 0                            | towarzyski                   |
| 3.                           | 12.11.1967                   | Belgrad, Jugosławia          | Albania                      | 4:0                          | 0                            | el. ME 1968                  |
| 1968                         |                              |                              |                              |                              |                              |                              |
| 4.                           | 05.06.1968                   | Florencja, Włochy            | Anglia                       | 1:0                          | 0                            | ME 1968                      |
| 5.                           | 08.06.1968                   | Rzym, Włochy                 | Włochy                       | 1:1                          | 0                            | ME 1968                      |
| 6.                           | 10.06.1968                   | Rzym, Włochy                 | Włochy                       | 0:2                          | 0                            | ME 1968                      |
| 7.                           | 25.06.1968                   | Belgrad, Jugosławia          | Brazylia                     | 0:2                          | 0                            | towarzyski                   |